# Weisseritzkreis
Weisseritzkreis (tyska: Weißeritzkreis) var ett distrikt (Landkreis) i det tyska förbundslandet Sachsen med Dippoldiswalde som huvudort. Tillhörande områden ingår sedan 2008 i Landkreis Sächsische Schweiz-Osterzgebirge.

## Geografi
Angränsande Landkreise var Freiberg, Meissen, Sächsische Schweiz samt staden Dresden. I söder fanns gränsen mot Tjeckien.
Namnet på Landkreisen avslöjar det geografiska läget vid floden Weißeritz. Övervägande öppet, flackt landskap dominerar.

## Historia
Efter den administrativa reformen 1994, tillkom Weisseritzkreis genom sammanslagningen av Landkreis Freital och Landkreis Dippoldiswalde. 1998 bytte Gemeinde Wilsdruff från Landkreis Meißen till Weisseritzkreis. 2008 blev distriktet upplöst (se ovan).

## Ekonomi
En stor del av ekonomin utgjordes av turism. I söder finns de omtyckta skidområdena Altenberg, Geising och Holzhau. Urtillverkningen i Glashütte är en annan näring och attraktion.

## Kommunikation
De viktigaste vägarna är B 173 i norr som går från Dresden, via Freiberg, till Chemnitz samt B 170 som går från Dresden till Dippoldiswalde och sedan som E 55 vidare till Prag. Snart kommer även A 17 korsa Landkreisen från A 7.

## Administrativ uppdelning
I Weisseritzkreis ingick följande städer och Gemeinde (invånarantal 2005):

### Städer
- Altenberg (6.078)
- Dippoldiswalde (10.777)
- Freital (39.215)
- Geising (3.284)
- Glashütte (4.540)
- Rabenau (4.709)
- Tharandt (5.664)
- Wilsdruff (13.752)

### Gemeinde
- Bannewitz (10.712)
- Dorfhain (1.236)
- Hartmannsdorf-Reichenau (1.252)
- Hermsdorf (1.025)
- Höckendorf (3.139)
- Kreischa (4.492)
- Pretzschendorf (4.474)
- Reinhardtsgrimma (3.063)
- Schmiedeberg (4.917)